# Lycoperdon velutinum
Lycoperdon velutinum är en svampart som beskrevs av Berk. & M.A. Curtis 1892. Lycoperdon velutinum ingår i släktet Lycoperdon och familjen Agaricaceae.   Inga underarter finns listade i Catalogue of Life.